# Lòbul de l'ínsula
El lòbul de la ínsula (o senzillament ínsula) és el lòbul cerebral situat profundament en la cissura de Silvi i unit íntimament al cos estriat, del qual forma l'escorça. També és anomenat ínsula de Reil, lòbul del cos estriat, lòbul central i lòbul cobert. El recobreixen els lòbuls frontal, temporal i parietal, que li formen un veritable opercle; separat de les estructures que l'envolten per solcs, presenta una disposició que recorda una illa. No ocupa tota l'extensió de la cissura de Silvi; en queden fora la porció inicial d'aquesta cissura o regió preinsular i la porció posterior o retroinsular. El constitueixen dos lobels: l'anterior, amb tres circumvolucions, i el posterior, amb dues.
Quan es fan conscients les sensacions interoceptives, l'ínsula s'activa.